# 尖叶漆
尖叶漆（学名：Toxicodendron acuminatum）是漆树科漆属的植物。分布在印度、尼泊尔、不丹、克什米尔地区以及中国大陆的西藏、云南等地，生长于海拔1,650米至2,600米的地区，多生长于林中，目前尚未由人工引种栽培。

## 别名
尾叶漆（云南植物志）